# Tamagnini Nené
Tamagnini Manuel Gomes Baptista, känd som Nené, född 20 november 1949, är en portugisisk före detta fotbollsspelare. Han spelade hela sin karriär i Benfica där han vann Primeira Liga tio gånger och skytteligan två gånger.
För Portugals landslag gjorde han 22 mål på 66 landskamper.

## Karriär
Nené kom till Benfica 1966 och flyttades upp i A-laget 1968. Under säsongen 1972/73 gjorde han tolv mål när Benfica vann ligan obesegrade och gjorde 101 mål. Han blev vald till årets spelare i Portugal 1971, där han vann före lagkamraten Eusébio. Nené är även Benficas näst bästa målskytt i europeiska turneringar med 28 mål på 75 matcher, och var med när Benfica förlorade finalen av UEFA-cupen 1982/83 mot Anderlecht.
För Portugals landslag gjorde Nené 66 matcher och 22 mål och var den som spelat flest landskamper fram till 1994 då han blev passerad av Portos João Pinto. Han var med i truppen till EM 1984 och avgjorde den sista gruppspelsmatchen mot Rumänien, vilket gjorde honom till den äldsta målskytten i EM:s historia. Rekordet slogs när Ivica Vastić gjorde mål för Österrike under EM 2008.

## Meriter
Benfica
- Primeira Liga (10): 1968, 1969, 1971, 1972, 1973, 1975, 1976, 1977, 1981, 1983, 1984
- Portugisiska cupen (7): 1969, 1970, 1972, 1980, 1981, 1983, 1985, 1986
- Portugisiska supercupen (2): 1980, 1985